# Euclidia triquetra
Euclidia triquetra är en fjärilsart som beskrevs av Ignaz Schiffermüller 1776. Euclidia triquetra ingår i släktet Euclidia och familjen nattflyn. Inga underarter finns listade i Catalogue of Life.